# 2. Bundesliga de 2020–21
A 2. Bundesliga de 2020–21 foi a 47º edição da Segunda Divisão da Alemanha. O campeonato começou em 18 de setembro de 2020 e terminou em 23 de maio de 2021. A competição era para ser iniciada em 31 de julho de 2020 e terminar em 16 de maio de 2021, mas foi adiada devido ao atraso da conclusão da temporada passada, como resultado da Pandemia de COVID-19. As partidas foram divulgadas em 7 de agosto de 2020.

## Sistema de competição
Participam da 2. Bundesliga 18 clubes que, seguindo um calendário estabelecido por sorteio, se enfrentam entre si em duas partidas de ida e volta. O vencedor de cada partida conquista três pontos, enquanto o empate um ponto e a derrota, zero pontos.
Ao final da temporada, os dois primeiros colocados se classificarão à 1. Bundesliga, e o terceiro colocado disputará sua promoção com o 16º colocado da 1. Bundesliga. Os dois últimos serão rebaixados à 3. Liga e o 16º colocado disputará sua permanência com o terceiro colocado da 3. Liga.

## Equipes

### Mudança de times
| Pos | Promovidos à 1. Bundesliga |
| --- | -------------------------- |
| 1º  | Arminia Bielefeld          |
| 2º  | Stuttgart                  |

| Pos | Rebaixados da 1. Budesliga |
| --- | -------------------------- |
| 17º | Fortuna Düsseldorf         |
| 18º | Paderborn                  |

| Pos | Promovidos da 3. Liga  |
| --- | ---------------------- |
| 2º  | Würzburger Kickers     |
| 3º  | Eintracht Braunschweig |

| Pos | Rebaixados da 2. Bundesliga |
| --- | --------------------------- |
| 17º | Wehen Wiesbaden             |
| 18º | Dynamo Dresden              |

### Clubes participantes
| Equipe                 | Cidade          | Treinador                                      | Capitão            | Estádio                        | Capacidade |
| ---------------------- | --------------- | ---------------------------------------------- | ------------------ | ------------------------------ | ---------- |
| Bochum                 | Bochum          | Thomas Reis                                    | Anthony Losilla    | Vonovia Ruhrstadion            | 29.299     |
| Darmstadt 98           | Darmstadt       | Markus Anfang                                  | Fabian Holland     | Merck-Stadion am Böllenfalltor | 17.000     |
| Eintracht Braunschweig | Brunsvique      | Daniel Meyer                                   | Martin Kobylański  | Eintracht-Stadion              | 23.325     |
| Erzgebirge Aue         | Aue-Bad Schlema | Dirk Schuster                                  | Martin Männel      | Sparkassen-Erzgebirgsstadion   | 15.711     |
| Fortuna Düsseldorf     | Düsseldorf      | Uwe Rösler                                     | Adam Bodzek        | Merkur Spiel-Arena             | 54.600     |
| Greuther Fürth         | Fürth           | Stefan Leitl                                   | Branimir Hrgota    | Sportpark Ronhof Thomas Sommer | 18.500     |
| Hamburgo               | Hamburgo        | Horst Hrubesch                                 | Tim Leibold        | Volksparkstadion               | 57.000     |
| Hannover 96            | Hanôver         | Kenan Kocak                                    | Dominik Kaiser     | HDI-Arena                      | 49.000     |
| Heidenheim             | Heidenheim      | Frank Schmidt                                  | Marc Schnatterer   | Voith-Arena                    | 15.000     |
| Holstein Kiel          | Kiel            | Ole Werner                                     | Hauke Wahl         | Holstein-Stadion               | 15.034     |
| Jahn Regensburg        | Ratisbona       | Mersad Selimbegović                            | Benedikt Gimber    | Jahnstadion Regensburg         | 15.210     |
| Karlsruher             | Karlsruhe       | Christian Eichner                              | Jérôme Gondorf     | Wildparkstadion                | 29.699     |
| Nürnberg               | Nuremberga      | Robert Klauß                                   | Enrico Valentini   | Max-Morlock-Stadion            | 49.923     |
| Osnabrück              | Osnabruque      | Markus Feldhoff                                | Maurice Trapp      | Stadion an der Bremer Brücke   | 16.667     |
| Paderborn              | Paderborn       | Steffen Baumgart                               | Sebastian Schonlau | Benteler-Arena                 | 15.000     |
| Sandhausen             | Sandhausen      | Stefan Kulovits Gerhard Kleppinger (interinos) | Dennis Diekmeier   | BWT-Stadion am Hardtwald       | 15.414     |
| St. Pauli              | Hamburgo        | Timo Schultz                                   | Christopher Avevor | Millerntor-Stadion             | 29.546     |
| Würzburger Kickers     | Wurtzburgo      | Ralf Santelli Sebastian Schuppan               | Daniel Hägele      | Flyeralarm Arena               | 14.500     |

## Classificação
Atualizado em 23 de maio de 2021.
| Pos | Equipes                | Pts | J  | V  | E  | D  | GM | GS | SG  | Classificação ou rebaixamento             |
| --- | ---------------------- | --- | -- | -- | -- | -- | -- | -- | --- | ----------------------------------------- |
| 1   | Bochum                 | 67  | 34 | 21 | 4  | 9  | 66 | 39 | +27 | Promoção à Bundesliga de 2021–22          |
| 2   | Greuther Fürth         | 64  | 34 | 18 | 10 | 6  | 69 | 44 | +25 | Promoção à Bundesliga de 2021–22          |
| 3   | Holstein Kiel          | 62  | 34 | 18 | 8  | 8  | 57 | 35 | +22 | Play-off da Promoção                      |
| 4   | Hamburgo               | 58  | 34 | 16 | 10 | 8  | 71 | 44 | +27 |                                           |
| 5   | Fortuna Düsseldorf     | 56  | 34 | 16 | 8  | 10 | 55 | 46 | +9  |                                           |
| 6   | Karlsruher             | 52  | 34 | 14 | 10 | 10 | 51 | 44 | +7  |                                           |
| 7   | Darmstadt 98           | 51  | 34 | 15 | 6  | 13 | 63 | 55 | +8  |                                           |
| 8   | Heidenheim             | 51  | 34 | 15 | 6  | 13 | 49 | 49 | 0   |                                           |
| 9   | Paderborn              | 47  | 34 | 12 | 11 | 11 | 53 | 45 | +8  |                                           |
| 10  | St. Pauli              | 47  | 34 | 13 | 8  | 13 | 51 | 56 | –5  |                                           |
| 11  | Nürnberg               | 44  | 34 | 11 | 11 | 12 | 46 | 51 | –5  |                                           |
| 12  | Erzgebirge Aue         | 44  | 34 | 12 | 8  | 14 | 44 | 53 | –9  |                                           |
| 13  | Hannover 96            | 42  | 34 | 12 | 6  | 16 | 53 | 51 | +2  |                                           |
| 14  | Jahn Regensburg        | 38  | 34 | 9  | 11 | 14 | 37 | 50 | –13 |                                           |
| 15  | Sandhausen             | 34  | 34 | 10 | 4  | 20 | 41 | 60 | –19 |                                           |
| 16  | Osnabrück              | 33  | 34 | 9  | 6  | 19 | 35 | 58 | –23 | Play-off do Rebaixamento                  |
| 17  | Eintracht Braunschweig | 31  | 34 | 7  | 10 | 17 | 30 | 59 | –29 | Zona de rebaixamento à 3. Liga de 2021–22 |
| 18  | Würzburger Kickers     | 25  | 34 | 6  | 7  | 21 | 37 | 69 | –32 | Zona de rebaixamento à 3. Liga de 2021–22 |

## Confrontos
|                        | BOC | DAR | EIB | ERZ | FOR | GRF | HAM | HAN | HEI | HOK | JAR | KAR | NÜR | OSN | PAD | SAN | STP | WÜK |
| ---------------------- | --- | --- | --- | --- | --- | --- | --- | --- | --- | --- | --- | --- | --- | --- | --- | --- | --- | --- |
| Bochum                 | —   | 2–1 | 2–0 | 2–0 | 5–0 | 0–2 | 0–2 | 4–3 | 3–0 | 2–1 | 5–1 | 1–2 | 3–1 | 0–0 | 3–0 | 3–1 | 2–2 | 3–0 |
| Darmstadt 98           | 3–1 | —   | 4–0 | 4–1 | 1–2 | 2–2 | 1–2 | 1–2 | 5–1 | 0–2 | 0–0 | 0–1 | 1–2 | 1–0 | 0–4 | 2–1 | 2–2 | 2–0 |
| Eintracht Braunschweig | 2–1 | 1–1 | —   | 0–2 | 0–0 | 0–3 | 2–4 | 1–2 | 1–0 | 0–0 | 2–0 | 1–3 | 3–2 | 0–2 | 0–0 | 1–0 | 2–1 | 1–2 |
| Erzgebirge Aue         | 1–0 | 3–0 | 3–1 | —   | 0–3 | 1–1 | 3–3 | 1–1 | 2–1 | 1–1 | 0–2 | 4–1 | 0–1 | 2–1 | 3–8 | 2–0 | 1–3 | 2–1 |
| Fortuna Düsseldorf     | 0–3 | 3–2 | 2–2 | 3–0 | —   | 3–3 | 0–0 | 3–2 | 1–0 | 0–2 | 2–2 | 3–2 | 3–1 | 3–0 | 2–1 | 1–0 | 2–0 | 1–0 |
| Greuther Fürth         | 1–2 | 0–4 | 3–0 | 3–0 | 3–2 | —   | 0–1 | 4–1 | 0–1 | 2–1 | 3–1 | 2–2 | 2–2 | 1–1 | 1–1 | 3–2 | 2–1 | 4–1 |
| Hamburgo               | 1–3 | 1–2 | 4–0 | 3–0 | 2–1 | 0–0 | —   | 0–1 | 2–0 | 1–1 | 3–1 | 1–1 | 5–2 | 5–0 | 3–1 | 4–0 | 2–2 | 3–1 |
| Hannover 96            | 2–0 | 1–2 | 4–1 | 0–0 | 3–0 | 2–2 | 3–3 | —   | 1–3 | 0–3 | 3–1 | 2–0 | 1–2 | 1–0 | 0–0 | 4–0 | 2–3 | 1–2 |
| Heidenheim             | 0–2 | 3–0 | 2–0 | 2–0 | 3–2 | 0–1 | 3–2 | 1–0 | —   | 1–0 | 0–0 | 1–2 | 2–0 | 1–1 | 0–0 | 2–1 | 3–4 | 4–1 |
| Holstein Kiel          | 3–1 | 2–3 | 3–1 | 1–0 | 2–1 | 1–3 | 1–1 | 1–0 | 2–2 | —   | 3–2 | 2–3 | 1–0 | 1–2 | 1–0 | 2–0 | 4–0 | 1–0 |
| Jahn Regensburg        | 0–2 | 1–1 | 3–0 | 1–1 | 1–1 | 1–2 | 1–1 | 0–0 | 0–3 | 2–3 | —   | 1–0 | 1–1 | 2–4 | 1–0 | 3–1 | 3–0 | 2–1 |
| Karlsruher             | 0–1 | 3–4 | 0–0 | 0–0 | 1–2 | 3–2 | 1–2 | 1–0 | 1–1 | 3–2 | 0–0 | —   | 0–1 | 0–1 | 1–0 | 3–0 | 0–0 | 2–2 |
| Nürnberg               | 1–1 | 2–3 | 0–0 | 1–0 | 1–1 | 2–3 | 1–1 | 2–5 | 3–1 | 1–1 | 0–1 | 1–1 | —   | 1–1 | 2–1 | 1–0 | 1–2 | 2–1 |
| Osnabrück              | 1–2 | 1–1 | 0–4 | 0–1 | 0–3 | 0–1 | 3–2 | 2–1 | 1–2 | 1–3 | 0–1 | 1–2 | 1–4 | —   | 0–1 | 2–1 | 1–2 | 2–3 |
| Paderborn              | 3–0 | 2–3 | 2–2 | 2–1 | 2–1 | 2–4 | 3–4 | 1–0 | 2–2 | 1–1 | 3–1 | 2–2 | 0–2 | 2–2 | —   | 2–1 | 2–0 | 1–0 |
| Sandhausen             | 1–1 | 3–2 | 2–2 | 1–4 | 0–0 | 0–3 | 2–1 | 4–2 | 4–0 | 0–2 | 2–0 | 2–3 | 2–0 | 3–0 | 1–1 | —   | 1–0 | 1–0 |
| St. Pauli              | 2–3 | 3–2 | 2–0 | 2–2 | 0–3 | 2–1 | 1–0 | 1–2 | 4–2 | 1–1 | 2–0 | 0–3 | 2–2 | 0–1 | 0–2 | 2–1 | —   | 4–0 |
| Würzburger Kickers     | 2–3 | 1–3 | 0–0 | 0–3 | 2–1 | 2–2 | 3–2 | 2–1 | 1–2 | 0–2 | 1–1 | 2–4 | 1–1 | 1–3 | 1–1 | 2–3 | 1–1 | —   |

| Vitória do mandante; Vitória do visitante; Empate. |

## Desempenho por rodada
Clubes que lideraram o campeonato ao final de cada rodada:
| 1   | 2   | 3   | 4   | 5   | 6   | 7   | 8   | 9   | 10  | 11  | 12  | 13  | 14  | 15  | 16  | 17  | 18  | 19  | 20  | 21  | 22  | 23  | 24  | 25  | 26  | 27  | 28  | 29  | 30  | 31  | 32  | 33  | 34  |
| ERZ | HAM | HOK | HAM | HAM | HAM | HAM | HAM | GRF | HOK | HOK | HOK | HOK | HAM | HAM | HAM | HAM | HAM | HAM | HAM | HAM | HAM | BOC | BOC | BOC | BOC | BOC | BOC | BOC | BOC | BOC | BOC | BOC | BOC |

Clubes que ficaram na última posição do campeonato ao final de cada rodada:
| 1   | 2   | 3   | 4   | 5   | 6   | 7   | 8   | 9   | 10  | 11  | 12  | 13  | 14  | 15  | 16  | 17  | 18  | 19  | 20  | 21  | 22  | 23  | 24  | 25  | 26  | 27  | 28  | 29  | 30  | 31  | 32  | 33  | 34  |
| WÜK | WÜK | KAR | WÜK | WÜK | WÜK | WÜK | WÜK | WÜK | WÜK | WÜK | WÜK | WÜK | WÜK | WÜK | WÜK | WÜK | WÜK | WÜK | WÜK | WÜK | WÜK | WÜK | WÜK | WÜK | WÜK | WÜK | WÜK | WÜK | WÜK | WÜK | WÜK | WÜK | WÜK |

## Play-offs

### Play-off de promoção

#### Jogo de ida
| 26 de maio de 2021 | Köln | 0 – 1     | Holstein Kiel | RheinEnergieStadion, Colônia |
| 18:30 (UTC+2)      |      | Relatório | 59' Lorenz    | Árbitro: Felix Zwayer        |

#### Jogo de volta
| 29 de maio de 2021 | Holstein Kiel | 1 – 5     | Köln                                                     | Holstein-Stadion, Kiel                |
| 18:00 (UTC+2)      | Jae-sung 4'   | Relatório | 3' Hector · 6', 13' Andersson · 39' Czichos · 84' Skhiri | Público: 2 350 Árbitro: Deniz Aytekin |

### Play-off do rebaixamento

#### Jogo de ida
| 27 de maio de 2021 | Ingolstadt                         | 3 – 0     | Osnabrück | Audi-Sportpark, Ingolstadt |
| 18:15 (UTC+2)      | Schröck 3' · Kaya 35' · Eckert 81' | Relatório |           | Árbitro: Sascha Stegemann  |

#### Jogo de volta
| 30 de maio de 2021 | Osnabrück                     | 3 – 1     | Ingolstadt  | Bremer Brücke, Osnabruque |
| 13:30 (UTC+2)      | Heider 6', 20' · Amenyido 81' | Relatório | 31' Bilbija | Árbitro: Tobias Stieler   |

## Estatísticas
Atualizado em 23 de maio de 2021.
| Pos. | Jogador              | Equipe          | Gols |
| ---- | -------------------- | --------------- | ---- |
| 1    | Serdar Dursun        | Darmstadt 98    | 27   |
| 2    | Simon Terodde        | Hamburgo        | 24   |
| 3    | Marvin Ducksch       | Hannover 96     | 16   |
| 3    | Branimir Hrgota      | Greuther Fürth  | 16   |
| 3    | Dennis Srbeny        | Paderborn       | 16   |
| 6    | Simon Zoller         | Bochum          | 15   |
| 6    | Robert Zulj          | Bochum          | 15   |
| 8    | Andreas Albers       | Jahn Regensburg | 13   |
| 8    | Kevin Behrens        | Sandhausen      | 13   |
| 8    | Chris Führich        | Paderborn       | 13   |
| 8    | Philipp Hofmann      | Karlsruher      | 13   |
| 8    | Christian Kühlwetter | Heidenheim      | 13   |
| 8    | Janni-Luca Serra     | Holstein Kiel   | 13   |

| Pos. | Jogador            | Equipe         | Assist. |
| ---- | ------------------ | -------------- | ------- |
| 1    | David Raum         | Greuther Fürth | 13      |
| 1    | Robert Zulj        | Bochum         | 13      |
| 3    | Pascal Testroet    | Erzgebirge Aue | 10      |
| 4    | Sebastian Kerk     | Osnabrück      | 9       |
| 4    | Marco Meyerhöfer   | Greuther Fürth | 9       |
| 4    | Manuel Wintzheimer | Hamburgo       | 9       |
| 7    | Paul Seguin        | Greuther Fürth | 8       |
| 8    | Marvin Ducksch     | Hannover 96    | 7       |
| 8    | Johannes Geis      | Nürnberg       | 7       |
| 8    | Tobias Kempe       | Darmstadt 98   | 7       |
| 8    | Daniel-Kofi Kyereh | St. Pauli      | 7       |

### Hat-tricks
| Jogador              | Para           | Contra          | Resultado | Data                   | Ref.   |
| -------------------- | -------------- | --------------- | --------- | ---------------------- | ------ |
| Daniel Keita-Ruel    | Sandhausen     | Darmstadt 98    | 3–1       | 19 de setembro de 2020 | [ 14 ] |
| Serbastian Kerk      | Osnabrück      | Jahn Regensburg | 4–2       | 8 de novembro de 2020  | [ 15 ] |
| Christian Kühlwetter | Heidenheim     | Hamburgo        | 3–2       | 29 de novembro de 2020 | [ 16 ] |
| Serdar Dursun        | Darmstadt 98   | Erzgebirge Aue  | 4–1       | 13 de março de 2021    | [ 17 ] |
| Aaron Hunt           | Hamburgo       | Hannover 96     | 3–3       | 4 de abril de 2021     | [ 18 ] |
| Dimitrij Nazarov     | Erzgebirge Aue | Paderborn       | 3–8       | 9 de maio de 2021      | [ 19 ] |
| Serdar Dursun4       | Darmstadt 98   | Heidenheim      | 5–1       | 16 de maio de 2021     | [ 20 ] |

4 Jogador marcou quatro gols.